# Chimarra quaternaria
Chimarra quaternaria là một loài Trichoptera trong họ Philopotamidae. Chúng phân bố ở vùng Tân nhiệt đới.